# Menduran
Menduran is een bestuurslaag in het regentschap Grobogan van de provincie Midden-Java, Indonesië. Menduran telt 7654 inwoners (volkstelling 2010).